# أنخيل نونيز
أنخيل نونيز (بالإسبانية: Ángel Núñez)‏ هو مدرب كرة قدم ولاعب كرة قدم باراغواياني، ولد في القرن 20.